# Solanum sect. Herposolanum
Solanum sect. Herposolanum es una sección del género Solanum.
Incluye las siguientes especiesː
- Solanum cobanense J. L. Gentry
- Solanum hoehnei C. V. Morton
- Solanum nemorense Dunal
- Solanum reptans Bunbury